# Tyst, likt dagg som faller
Tyst, likt dagg som faller är en nattvardspsalm med text skriven 1960 av Anders Frostensson och musik är skriven 1963 av Erhard Wikfeldt.

## Publicerad som
- Nr 395 i Den svenska psalmboken 1986 under rubriken "Nattvarden".